# Ulrich Lorenz
Ulrich Lorenz (* 24. Februar 1955 in Hamburg; † 27. Januar 2013 in Kiel) war ein deutscher Jurist und Politiker der SPD. Er war von 2000 bis 2009 Staatssekretär im schleswig-holsteinischen Innenministerium.

## Werdegang
Lorenz studierte von 1975 bis 1981 Rechtswissenschaften in Hamburg und legte dort 1981 sein Examen ab. Von 1982 bis 1989 war er in verschiedenen Funktionen in der Hamburger Verwaltung tätig, unter anderem als Büroleiter des Innensenators sowie Referent für Bundesrat und Ministerpräsidentenkonferenz in der Senatskanzlei. 1989 wechselte Lorenz in gleicher Funktion in die Staatskanzlei von Schleswig-Holstein nach Kiel und wurde dort später Referatsgruppenleiter und kommissarischer Abteilungsleiter. Von 1994 bis 2000 arbeitete er als Abteilungsleiter im Ministerium für Ernährung, Landwirtschaft, Forsten und Fischerei (ab 1996 Ministerium für ländliche Räume, Landwirtschaft, Ernährung und Tourismus) und war dort ab 1997 Stellvertreter des Staatssekretärs.
Staatssekretär
Ab März 2000 war Lorenz Staatssekretär im Innenministerium. Er behielt diese Funktion auch nach der Abwahl der rot-grünen Landesregierung unter Heide Simonis (SPD) und der Bildung der CDU-SPD-Regierung unter Peter Harry Carstensen (CDU) bei.
Im Zuge des Bruchs der Großen Koalition im Juli 2009 wurden am 20. Juli 2009 zunächst alle SPD-Minister aus ihren Ämtern entlassen. Am 23. Juli 2009 wurden auch Lorenz und alle anderen Staatssekretäre in den vormals SPD-geführten Ministerien in den einstweiligen Ruhestand versetzt. Lorenz' Aufgaben im Innenministerium wurden vom Staatssekretär im Finanzministerium Klaus Schlie übernommen.
Lorenz arbeitete seitdem als Rechtsanwalt in einer Sozietät in Kiel. Nach der Landtagswahl 2012 war er an den Koalitionsverhandlungen beteiligt, eine Berufung in die Staatskanzlei lehnte er aber aus gesundheitlichen Gründen ab.

## Privatleben und Tod
Lorenz war verheiratet und lebte in Felde. Am 27. Januar 2013 wurde Lorenz von seiner Familie als vermisst gemeldet und am 28. Januar tot in der Kieler Förde gefunden. Die Todesumstände konnten nicht geklärt werden, die Staatsanwaltschaft stellte die Untersuchungen im April 2014 ein.

## Quelle
- Lebenslauf von Ulrich Lorenz auf den Seiten des schleswig-holsteinischen Innenministeriums, abgerufen am 20. Juli 2009

| Personendaten    | Personendaten                                                        |
| ---------------- | -------------------------------------------------------------------- |
| NAME             | Lorenz, Ulrich                                                       |
| KURZBESCHREIBUNG | deutscher Jurist und Politiker, Staatssekretär in Schleswig-Holstein |
| GEBURTSDATUM     | 24. Februar 1955                                                     |
| GEBURTSORT       | Hamburg                                                              |
| STERBEDATUM      | 27. Januar 2013                                                      |
| STERBEORT        | Kiel                                                                 |